# Performance (roman)
Pour les articles homonymes, voir Performance.
Performance est un roman français publié par Simon Liberati aux éditions Grasset en 2022.
Le roman remporte le prix Renaudot 2022.

## Résumé
Un romancier septuagénaire vieillissant en panne d'inspiration — alter ego de Liberati — se voit proposer l'écriture d'une mini-série sur les Rolling Stones (époque 1967-1969 avec Brian Jones) tout en entretenant une relation scandaleuse avec sa belle-fille beaucoup plus jeune,,.

### Accueil
Le roman remporte le prix Renaudot, en concurrence avec Trouver refuge de Christophe Ono-dit-Biot, On était des loups de Sandrine Collette, Un chien à ma table de Claudie Hunzinger et Le Dernier des siens de Sibylle Grimbert.